# Тюльпан (посёлок)
Тюльпан — посёлок в Первомайском районе Оренбургской области в составе Фурмановского сельсовета.

## География
Располагается на расстоянии примерно 20 километров по прямой на север от районного центра посёлка Первомайский.

## История
Основан 11 августа 1981 года при одноимённой станции строящейся железнодорожной ветки Погромное-Пугачёв. 29 декабря 1981 года через станцию Тюльпан прошёл первый поезд. Работает Зайкинский газоперерабатывающий завод (с 2001 года).

## Население
Постоянное население составляло 652 человека в 2002 году (русские 75 %),, 488 в 2010 году.